# Claes Nordin
Claes Nordin (* 20. Juli 1955) ist ein ehemaliger schwedischer Badmintonspieler.

## Karriere
Höhepunkt seiner Laufbahn war der Gewinn der Badminton-Europameisterschaft 1980 im Doppel mit Stefan Karlsson. 1978 hatten beide bereits Bronze erkämpft, 1979 wurden bei Zweite bei den All England. 1982 holte sich Nordin noch einmal Bronze im Doppel bei der Europameisterschaft mit Lars Wengberg.

## Sportliche Erfolge
| Veranstaltung | Saison                            | Disziplin    | Platz | Name                                           |
| ------------- | --------------------------------- | ------------ | ----- | ---------------------------------------------- |
| 1972/1973     | Schweden: Einzelmeisterschaft U19 | Mixed        | 1     | Claes Nordin / Anette Börjesson (GBK)          |
| 1973          | Junioren-Europameisterschaft      | Herrendoppel | 3     | Christian Lundberg / Claes Nordin              |
| 1975/1976     | Schweden: Einzelmeisterschaft     | Mixed        | 1     | Claes Nordin / Anette Börjesson (GBK)          |
| 1978          | Europameisterschaft               | Herrendoppel | 3     | Stefan Karlsson / Claes Nordin                 |
| 1979          | All England                       | Herrendoppel | 2     | Stefan Karlsson / Claes Nordin                 |
| 1979/1980     | Schweden: Einzelmeisterschaft     | Herrendoppel | 1     | Stefan Karlsson / Claes Nordin (BK Aura / GBK) |
| 1980          | Europameisterschaft               | Herrendoppel | 1     | Claes Nordin / Stefan Karlsson                 |
| 1982          | Europameisterschaft               | Herrendoppel | 3     | Claes Nordin / Lars Wengberg                   |
| 2001          | Senioren-Europameisterschaft 40+  | Herrendoppel | 2     | Claes Nordin / Jesper Helledie                 |